# Carl Robert Mannerheim
Carl Robert Mannerheim (né le 1er février 1835 à Viipuri – mort le 9 octobre 1914 à Helsinki) est un comte et homme d'affaires finlandais.

## Biographie
Carl Robert Mannerheim est le père de Carl Gustaf Emil Mannerheim.